# Білий Сава
Сава Білий (р. н. невід. — 1795, ст. Тамань) — полковник Чорноморського козацького війська. 
Брав активну участь у російсько-турецькій війні 1787—1791, зокрема у штурмі Березанської фортеці 1788 року, битвах з турками під Очаковом, Бендерами (нині місто в Молдові), Ізмаїлом. 
1792 року Сава Білий очолив перший загін чорноморців-переселенців котрі походили з-за Південного Бугу на Кубань, який налічував 3847 піших козаків з гарматами і був відправлений на 51 човні. 
Флотилія на чолі з Білим у супроводі яхти з бригадиром Пустошкіним, спеціально відрядженим для цієї мети до козаків царським урядом, вирушила 16 серпня 1792 року з Очаківського лиману і 25 серпня прибула до Тамані (нині село Краснодарського краю, РФ). Це були перші переселенці Чорноморського козацького війська, які ступили на кубанську землю. Козацькі човни було розвантажено, гармати й припаси для них залишено на деякий час у Фанагорійській фортеці, головні сили козаків розташовані у Тамані, а частину на човнах відправлено до лиману біля гирла Кубані як вартовий загін для спостереження за черкесами. 
Після переселення на Кубань Білий переважно мешкав у Тамані, хоч мав виділене йому під будівництво місце в Єкатеринодарі (нині м. Краснодар, РФ). Був у дружніх стосунках з військовим суддею М. Гуликом.
Помер 1795 року в станиці Тамань.